# Ровеньки (Белгородская область)
Ровеньки́ — посёлок городского типа в Белгородской области России, административный центр Ровеньского района и городского поселения «Посёлок Ровеньки». Относится к историческому региону Слобожанщина.
Население — 10 939 чел. (2021).
Расположен на крайнем юго-востоке области, на реке Айдар, притоке Северского Донца, в 280 км от Белгорода и в 65 км от железнодорожной станции Россошь.

## История
Датой основания посёлка Ровеньки принято считать 1650 год, в котором вышел именной указ царя Алексея Михайловича об укреплении южных границ России. Первоначально посёлок назывался Осиновый Ровенёк. Это название сохраняется как минимум до 1752 года. В 1669 году в слободе была заложена Никольская церковь.
Во время крестьянского восстания под предводительством К. Булавина Ровеньки были одним из опорных пунктов булавинцев. После подавления восстания слобода, как поддержавшая булавинцев, по указанию Петра I, была разрушена. В 1709 году издаётся царский указ о переселении казаков Острогожского полка из безлесных слобод по реке Айдар до Асиновской и Ровенек. В 1732 году в Ровеньках была поставлена сотня Острогожского полка под командованием сотника Астафьева. С этого времени слобода Ровеньки стала быстро разрастаться.
В середине XIX века в слободе Ровеньки проживало около 9 тысяч человек.
После победы революции 1917 года в Ровеньках появляется большевистский волостной совет, во главе которого стоял коммунист П. Я. Шаповалов. Гражданская война привела к оккупации Ровеньской волости белогвардейскими частями.
В 1928 году Ровеньки стали центром Ровеньского района.
В 1937 году в районе было обеспечено всеобщее семилетнее образование — 48 начальных, 11 семилетних и 2 средних школы.
В 1940-х годах слобода получила статус села.
В годы Великой Отечественной войны на фронт ушло более 5 тысяч человек, около 3,5 тысяч погибло.
В июле 1942 года Ровеньки подверглись оккупации. Освобождено 16 января 1943 года.
В 1954 году село вошло в состав вновь образованной Белгородской области.
Статус посёлка городского типа село Ровеньки получило в 1976 году.

## Современный период
На начало 2012 года в 49 населённых пунктах района проживает 25.7 тыс. человек, число жителей посёлка — более 10 тысяч человек.
На территории района функционируют 28 общеобразовательных школ, 19 детских дошкольных учреждений, 24 библиотеки, 26 клубных учреждений.
В настоящее время в посёлке функционируют хлебозавод, маслосыродельное предприятие, мельницы, цех по производству пива и др.

## Население
| 1859    | 1897    | 1959    | 1970    | 1979    | 1989    | 2002    | 2009    | 2010    |
| ------- | ------- | ------- | ------- | ------- | ------- | ------- | ------- | ------- |
| 5562    | ↗8757   | ↘4987   | ↗6207   | ↗7279   | ↗8400   | ↗9742   | ↗9988   | ↗10 264 |
| 2012    | 2013    | 2014    | 2015    | 2016    | 2017    | 2018    | 2019    | 2020    |
| ↗10 327 | ↗10 383 | ↗10 509 | ↗10 646 | ↗10 795 | ↗10 824 | ↗10 831 | ↘10 827 | ↘10 799 |
| 2021    |         |         |         |         |         |         |         |         |
| ↗10 939 |         |         |         |         |         |         |         |         |

Национальный состав
По данным переписи населения 1939 года: украинцы — 79,2 % или 5487 чел., русские — 20,2 % или 1399 чел.
По итогам переписи населения 2020 года проживали следующие национальности (национальности менее 0,1 % и другое, см. в сноске к строке «Другие»):
| Национальность | Численность, чел. | Доля     |
| -------------- | ----------------- | -------- |
| Русские        | 10 284            | 94,01 %  |
| Украинцы       | 167               | 1,53 %   |
| Армяне         | 73                | 0,67 %   |
| Другие         | 415               | 3,79 %   |
| Итого          | 10 939            | 100,00 % |

## Достопримечательности

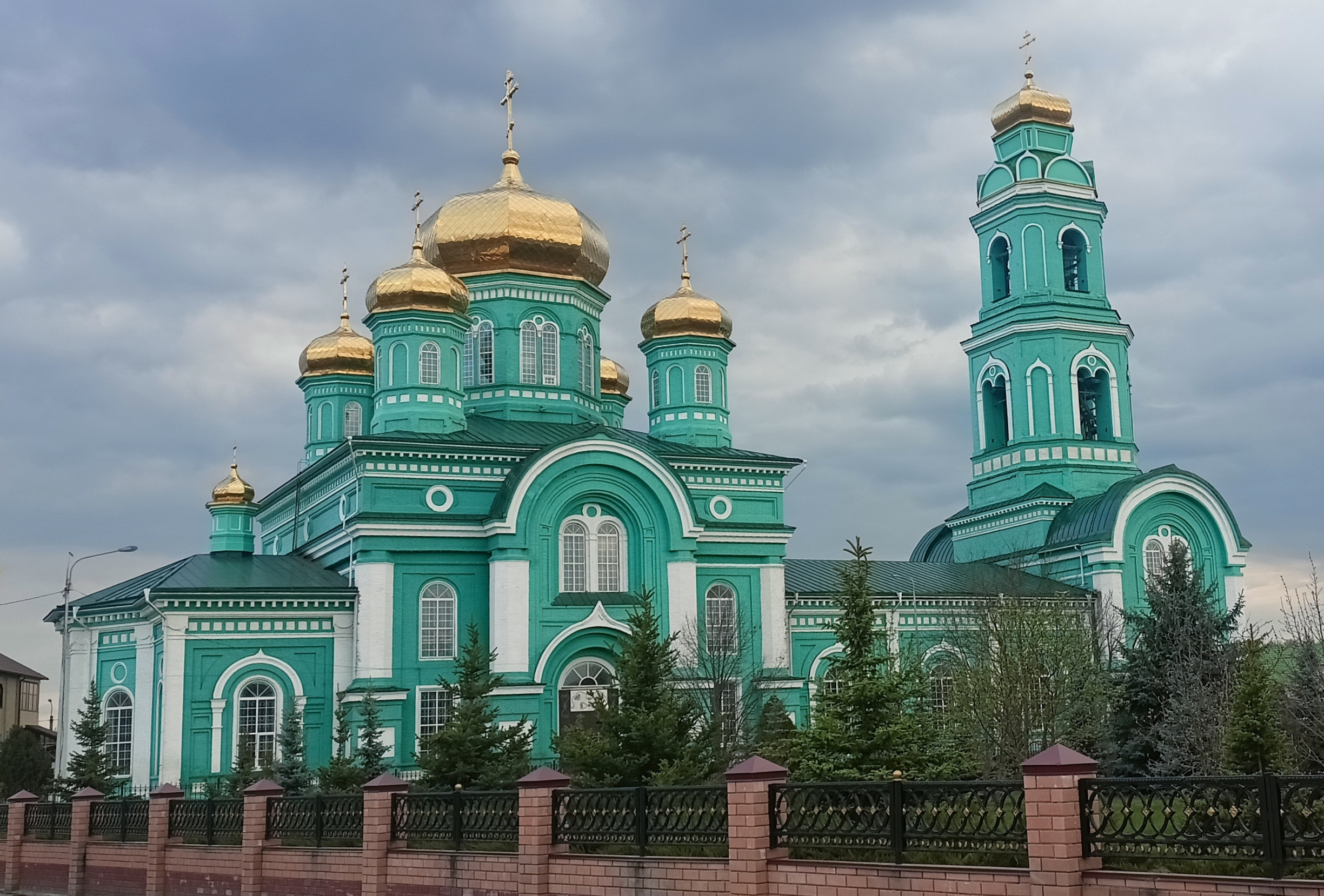
Свято-Троицкий собор, Ровеньки

- Свято-Троицкий собор был построен в 1885 году, о чем подлинно свидетельствуют Воронежские губернские ведомости в № 24 за 1885 г.: «Церковь в сл. Ровеньки Острогожского уезда каменная, с колокольней, пятикупольная, изящной архитектуры с приделами Варвары и Митрофана». Во времена когда строилась церковь, цемента не было, раствор для кладки кирпича приготавливали из извести, воды, песка и яичных белков. Яйца собирали по всем деревням и хуторам, свозили на стройку. Белки яиц использовали для раствора, а желтки — часть запекали для рабочих, остальные отправляли на пекарню для выпечки кондитерских изделий. Яичную скорлупу также использовали для раствора. Церковь строили 30 лет. Когда открывали ее, убранство внутри было очень богатое, под позолоту. После 1917 г. Свято-Троицкий храм, как и многие другие храмы того времени, был закрыт и разграблен. В советский период он использовался как зернохранилище, что и спасло его от разрушения. В военные годы на колокольне храма располагались пулеметы и военные орудия. Однажды, один из снарядов, попав в притворную часть, разрушил один из сводов и часть стены. Впоследствии все было восстановлено, но и по сей день образуется небольшая трещина в этом месте, как напоминание о военном времени. Совершение богослужений в разоренном храме возобновились в период «сталинской оттепели», но только в центральной части. Притворная часть храма была отделена каменной перегородкой и впоследствии использовалась как склад «Райпотребсоюза». В 80-е годы в этой части храма, на складе случился пожар. И уже в 1988 году, в год тысячелетия крещения Руси притворная часть была передана верующим. На сегодняшний день Свято-Троицкий собор п. Ровеньки полностью восстановлен и функционирует, регулярно совершаются богослужения.

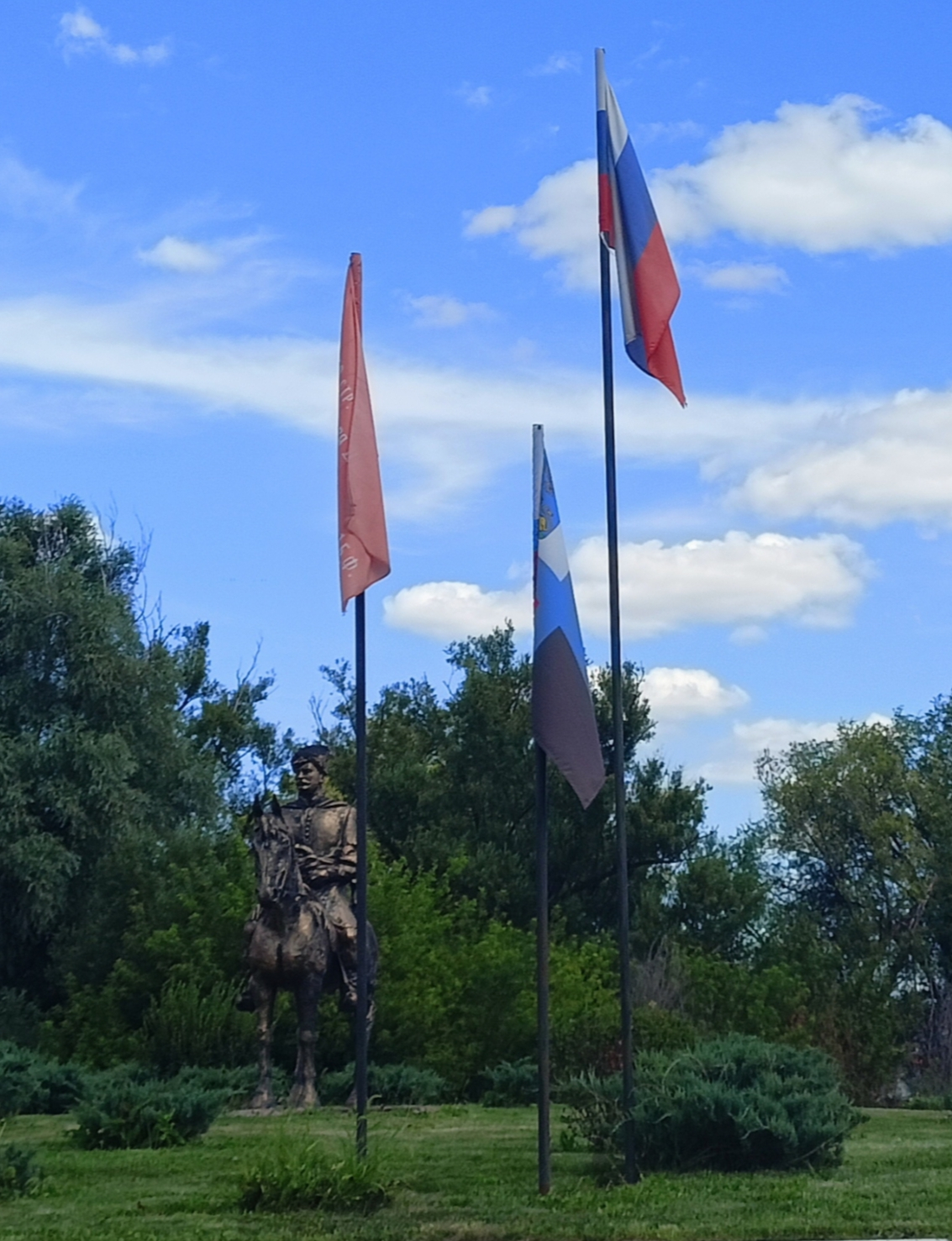
Памятник Казаку

- Памятник казаку, установлен в 2009 году на главной дороге в центр посёлка. Символизирует собирательный образ казачества как народную силу для защиты русских рубежей[26]

## Известные уроженцы и жители
- Яков Левда — российский тромбонист, солист государственного духового оркестра России, заслуженный артист РСФСР (1986).

- Сильвестр (Лебединский) — епископ Русской православной церкви, архиепископ Астраханский и Кавказский.
- Вертиёв Владислав Валерьевич  — студент МГТУ им. Н.Э. Баумана. Стал известен благодаря открытию формулы Бояркина-Вертиёва совместно с аспирантом Бояркиным Алексеем Юрьевичем на кафедре СМ-1 МГТУ им. Н.Э. Баумана. За открытие данной формулы удостоен Премии Президента Российской Федерации.

## Радио
- 91,4 — Z-FM
- 104,5 — Авторадио
- 107,2 — Радио России / ГТРК Белгород